# Rééducation de la maladie de Parkinson
 (mai 2017).
Les premiers symptômes observés de la maladie de Parkinson ont été décrits dans des textes anciens tels que la Bible ou certains papyrus de l’Égypte ancienne. 
Elle a été découverte en 1817 par James Parkinson qui a publié une description détaillé de symptômes similaires sur six de ses patients, et donna son nom a la maladie. C'est une maladie neurologique chronique dégénérative, qui affectent principalement les neurones du locus niger au niveau du système nerveux central. Ce trouble est le trouble neurodégénératif le plus fréquent qui touche principalement les personnes entre 45 et 70 ans. Au fil du XXe siècle, depuis sa découverte, beaucoup de recherches ont été effectuées à propos de cette maladie, et des contributions de scientifiques comme Charcot, décrit comme le père de la neurologie ont permis une avancée considérable du savoir sur la maladie de Parkinson.

## Symptômes récurrents
Les premiers symptômes apparaissent généralement lorsque plus de la moitié des neurones dopaminergiques (sécréteurs de dopamine) ont disparu.
Il existe plusieurs symptômes dans cette pathologie qui peuvent être physique ou neurologique. Les principaux symptômes permettant de caractériser la maladie sont plutôt des symptômes physiques comme :
- L'akinésie : lenteur à initier les mouvements, la raideur musculaire spécifique, le tremblement au repos. On peut diagnostiquer la maladie chez un individu si celui-ci présente au moins deux de ces trois symptômes.
- D'autres manifestations peuvent apparaitre comme la fatigue, l'apathie (lenteur à agir ou à réagir, passivité), les troubles de la motricité...

Au niveau neurologique, il existe deux troubles principaux : les troubles de la parole et de la déglutition. On peut trouver aussi la perte d'odorat (anosmie), troubles cognitifs. Ces différents symptômes peuvent être traités notamment par la voie médicale mais nécessite également une rééducation globale et particulière

## Rééducation au stade précoce
La rééducation de la maladie de Parkinson est un processus complexe et celle-ci nécessite plusieurs étapes dès le début. Elle n'est pas la même selon les troubles et est spécifique au patient atteint, elle doit être individualisée : il y a une seule maladie de Parkinson mais il y a des patients. Le patient doit donc être rééduquer en fonction de ses troubles mais aussi de son projet de vie. 

### Bilan
Le bilan est la première étape de la rééducation et est lui-même composé de plusieurs étapes pour être complet. 

#### Bilan global
Un examen moteur permet d'évaluer le niveau de tremblement, d'akinésie (ou bradykinésie), la posture, la rigidité, la démarche. Cette examen a été mis en place par l'UPDRS (Unifed Parkinson’s disease rating scale).

#### Bilan postural
Ce bilan permet de constater les éventuelles limitations articulaires, d'évaluer le déséquilibre entre un muscle agoniste et son antagoniste, de faire un bilan rachidien statique et dynamique pour tester la posture debout, la souplesse du rachis, la mobilité du bassin.

#### Évaluation de l’équilibre statique et dynamique
Le praticien doit apprécier certaines capacités d'adaptation au déséquilibre du patient,comme les ajustements posturaux d'anticipation lors d'un mouvement volontaire, ses stratégies de ré-équilibration, la présence ou non d'un pas compensatoire lors d'un mouvement déstabilisant et multidirectionnel.
Il n'y a pas de test spécifique à la maladie de Parkinson pour évaluer le risque de chute d'un patient mais celui-ci peut éventuellement être mesuré par certaines échelles comme l’échelle d’équilibre de Berg (« Berg balance test »), le Functional Reach Test, le Timed up and go test… Cette mesure dépend du niveau d'atteinte du patient.
Les capacités du patient peuvent également être indiqué par le temps de maintien de la position bipodale (pieds écartés, resserrés, yeux fermés) et de la position unipodale. L'équilibre doit donc être vérifiée lors de déplacements mais également lors d'activité cognitive dite à « double tâche » (par exemple le calcul) qui peuvent être un facteur de chute dues à des problèmes d'attention

#### Marche analysée
Le patient parkinsonien présente en général des difficultés apparentes au niveau de la marche: son pas est lent, son périmètre de marche est réduit, et il s'épuise très facilement à l'effort. Une première observation permet d'apprécier les premiers défauts apparents de la marche: les bras ne se balancent plus, la longueur du as se réduit... 
Il existe plusieurs tests pour analyser la marche d'un patient :
- Le test des 10 mètres : temps que met le patient, et nombre de pas qu'il fait, pour parcourir 10 mètres à vitesse de marche normale dite « de confort ». Ce test permet donc d'évaluer la vitesse de marche ainsi que la cadence des pas.
- Le test des 6 minutes : distance maximale que peut effectuer le patient sur une durée de 6 minutes. Ce test permet une observation plus longue avec un patient à qui l'on a donné une consigne de marche rapide.

### Prise en charge
Le mode de prise en charge et les moyens rééducatifs utilisés pour traiter les troubles moteurs et leurs conséquences doivent respecter les quatre principes suivants : l’intensité (au cours d’une période de prise en charge), la diversité, la régularité, la continuité (entre les périodes de prise en charge).

#### Étirement et renforcement musculaire
Les patients parkinsoniens présentent une faiblesse motrice avérée des membres inférieurs qui est associée à un déficit de mobilité et une lenteur dans les ajustements posturaux nécessaire à ce déficit. Les étirements musculaires sont censés réduire la raideur musculaire mais chez ces patients, on observe un déséquilibre d'activité entre muscles agonistes et antagonistes. Ce déséquilibre nécessite des étirements ciblés afin de rééquilibrer l'activité entre muscles agonistes et antagonistes. On propose donc au patient un entrainement moteur asymétrique qui est une alternance d'exercices en actif entre les muscles qui ouvrent les segments du corps, comme les muscles abducteurs et extenseurs, et ceux qui ferment ces segments, comme les muscles adducteurs et fléchisseurs.
Il existe plusieurs types d'exercice permettant l'étirement et la résistance musculaire :
- Exercices actifs : séries de mouvements alternatifs rapides contre légère résistance, ces exercices sont ajustés pour obtenir une sensation d'épuisement après 15 répétitions environ.
- Posture d'étirement passif : Une posture que le patient prend lui-même avec temps de maintien de 2 minutes environ. Le patient ressent une sensation d’étirement forte mais non douloureuse.

Le déficit des membres inférieurs peut être compensé par un renforcement des membres supérieurs. Les patients doivent faire régulièrement ses exercices, environ 2 à 5 fois par semaine.

#### Gymnastique posturale
Les patients sont atteints de troubles posturaux qui s'aggravent progressivement pendant l'évolution de la maladie, mais une fois installés, ces troubles peuvent difficilement être pris en charge par les moyens thérapeutiques. Les professionnels de santé prônent alors la prise en charge lors des premiers signes par prévention à cette évolution non désirée. Cette prise en charge est basé sur la restauration ou le maintien de la mobilité du rachis, le renforcement des muscles érecteurs du rachis et les étirements ciblés. Cependant, le patient doit prendre conscience de ses capacités d'auto-redressement, le feedback est donc sollicité.

#### Équilibre
La gymnastique posturale et le renforcement musculaire contribue à améliorer l'équilibre dans un premier temps. Par la suite, celui-ci doit être sollicité par stimulation des autres capacités sensorielles : la vue, la marche sur plan stable ou instable (utilisation de la proprioception)avec orientation de la tête dans l'espace.

#### Captation de l'attention par l'activité
Quand un patient est atteint par la maladie de Parkinson, ses automatismes primaires sont perturbés. Le rôle du kinésithérapeute est donc dans ces cas de rendre pour le patient cette action, normalement automatique, volontaire. Il doit éviter dans un premier temps les activités additionnelles à la marche qui peut altérer la performance de marche du patient. On peut tout d'abord entrainer le patient à se concentrer sur son pas dans son ensemble puis dans ses détails (décollement du pied, déroulement du pas...), si cet entraînement est régulièrement répété, on pourra constater une amélioration dans les paramètres et dans la performance de marche du patient (augmentation de la vitesse et diminution du nombre de pas)

#### Utilisation des sens visuel ou auditif
Le praticien peut utiliser, pour contribuer à l'amélioration de la marche, un « code-couleur » au sol afin d'inciter le patient à augmenter l'amplitude de ses pas. Il associe un intervalle de longueur précis à une couleur spécifique.
Il peut également utiliser une rythmique sonore, à l'aide d'un métronome, pour inciter le patient à augmenter la vitesse de ses pas.  Cependant le rythme sonore doit être supérieure au rythme de la marche spontanée du patient.

#### Réadaptation à l'effort
Le ré-entrainement à l'effort doit commencer le plus tôt possible dans l'évolution de la maladie. Ce dernier peut être envisagé sur cyclo-ergomètre, à haute intensité (travail en puissance à 80 % des capacités maximales) ou à basse intensité (travail en endurance à 50 % des capacités maximales), sur des séances de 30 à 45 minutes à renouveler 2 ou 3 fois par semaine. On propose un ré entrainement à la marche sur tapis, cependant celui-ci peut replacer le patient dans ses déficiences premières (il reproduit spontanément les défauts de marche parkinsonienne).

## Rééducation à un stade avancée
Lors de l'évolution de la maladie, les troubles observés à un stade précoce s'aggravent comme l'akinésie, le tremblement au repos, la rigidité et les amplitudes articulaires limitées, les troubles cognitifs. On observe une perte également au niveau des automatismes moteurs et les transferts sont de plus en plus difficiles.
Cette évolution nécessite donc un nouveau bilan évaluatif et une adaptation de la rééducation.

### Bilan
Tout d'abord, le praticien doit refaire un bilan classique (évaluation orthopédique et postural), auquel des évaluations spécifiques du stade avancée de la maladie de Parkinson s'ajoutent.

#### Fréquence et risque de chute
Les situations à risque et les causes de chute doivent être identifiées comme le freezing (blocage), les changements de direction brutaux ou encore les activités en double tâche. Le risque de chute peut être calculé assez précisément par le Timed Up and Go test.

#### Difficultés lors de transfert
Le praticien doit observer si le patient en situation réelle utilise des stratégies inappropriées pour un transfert particulier, s'il y a une précipitation dans le mouvement et si le patient a tendance a recommencer ou abandonner en cas d'échec.

### Prise en charge rééducative et réadaptative

#### Gymnastique posturale et travail en actif et passif
Le praticien doit pouvoir poursuivre le programme de gymnastique posturale qu'il avait engagé quand la maladie était à son premier stade mais doit s'adapter aux possibilités et au limitations de son patient.
En ce qui concerne le travail en actif, il devra être effectué lors des périodes « on », période où la personne parkinsonienne est en état de déblocage ou de motricité normale, et le travail en passif devra être effectué lors de période « off », période où elle est en état de blocage complet ou d'akinésie majeure.

#### Transfert
Le principal objectif du praticien pour aider le patient parkinsonien de stade avancé à réussir son transfert est la désautomatisation du mouvement. Le geste doit être effectué par un contrôle conscient et volontaire du patient.
La réussite du transfert nécessite plusieurs étapes successives: préparation mentale, décomposition du mouvement par séquences suivies, concentration au cours de la réalisation du geste.

#### Équilibre
Il se travaille à peu près de la même façon qu'à la phase précoce de la maladie. L’entrainement en répétition d’un pas compensateur lors de poussées déstabilisantes est utilisé afin de permettre au patient évalué comme ayant un fort potentiel de chute de réduire ce risque. Le patient doit continuellement porter son attention sur son équilibre de manière active dès qu'il est debout, afin de lui permettre de retrouver un niveau de vigilance suffisant pour anticiper les déséquilibres et les chutes potentielles.

#### Marche
On peut rééduquer le patient à la marche de diverses façon. Cette rééducation peut être associé à la vue par exemple en utilisant des marqueurs horizontaux de couleur que le patient devra enjamber au niveau d'un obstacle. Un accompagnant peut également poser son pied devant celui du patient afin de lui imposer son rythme de marche, il lui est cependant conseillé de tracter le patient pour l'aider. La rééducation de la marche peut également passer par des stratégies comportementales qui serviront de réflexe au patient, par exemple se taper la cuisse avant de démarrer, se balancer de droite à gauche en transférant le poids du corps d’une jambe à l’autre...
Le praticien adopte la stratégie du « Stop et un pas seulement » qui consiste à convaincre le patient de ne plus vouloir avancer à tout prix et d'essayer de faire un seul grand pas. Une fois le rythme de ce pas engagé, les autres pas suivront. Cette stratégie veut que le patient ne soit plus focaliser sur le but à atteindre car celui-ci peut être source de blocage prolongé surtout si celui-ci est vecteur de stress.

## Autres champs ré-éducatifs

### L’apport de l’orthophonie
- Cas de la dysphagie : Les troubles de la déglutition, comme les troubles de la parole, trouvent leur origine dans la réduction d’amplitude des mouvements liée à l’akinésie, et notamment à une incoordination et un déficit des péristaltismes.

La rééducation dans ce type de trouble doit être précoce, la finalité étant de maintenir l’autonomie et le plaisir de l’alimentation le plus longtemps possible.
- Cas de la microphagie : Ici, il y a cas d’atteinte de l’écriture qui est une entrave à la communication et à l’autonomie. La rééducation est proposée sur un mode intensif, et l’entraînement est ciblé sur le fait d’écrire large. L’objectif global est de retrouver une écriture fonctionnelle, avec des techniques, telle que l’indiçage visuel, les indices auditifs, l’énonciation intérieure…

### L’apport de l’ergothérapie
L’ergothérapeute, entraine le patient à cibler son attention de manière consciente sur la tâche motrice.
- Stratégies cognitives : Le patient va étudier et apprendre les différentes sous-opérations nécessaires à l’accomplissement de la tâche, telles que l’identification de toutes les étapes motrices, l’apprentissage de l’ordre rigoureux de ces étapes, la focalisation de l’attention du patient sur chaque mouvement à accomplir.
- Les signaux externes  : Pour compenser des désordres moteurs, telles que l’hypokinésie, la bradykinésie, le freezing …, des signaux externes peuvent-être utilisés. Il y a ainsi les signaux sonores, les signaux visuels, les signaux tactiles proprioceptifs, qui aident à la fois l’exécution de la tâche motrice, et l’initiation du mouvement.

### L’éducation thérapeutique
L'éducation thérapeutique du patient se définit, selon la Haute Autorité de santé, comme « un processus continu, intégré dans les soins et centré sur le patient […] » Elle vise à aider le patient et ses proches à comprendre la maladie et le traitement, s’efforcer de coopérer avec l’équipe soignante, pour en finalité, arriver à rendre le patient capable d'acquérir et de maintenir les ressources nécessaires afin de gérer au mieux sa vie dans la maladie.